# Jerzy Skrzypczak (architekt)
Jerzy Tadeusz Skrzypczak (ur. 14 grudnia 1929, zm. 1 sierpnia 2018) – polski architekt, nauczyciel akademicki Wydziału Architektury Politechniki Warszawskiej, projektant wielu warszawskich wieżowców oraz współautor Ściany Zachodniej w Warszawie.

## Życiorys
Był żołnierzem Szarych Szeregów. Studiował na Wydziale Architektury Politechniki Warszawskiej, gdzie zdobył dyplom w 1955 roku, a następnie został nauczycielem akademickim tego wydziału. W 1957 wstąpił do Stowarzyszenia Architektów Polskich (Oddział w Warszawie), w którym był członkiem Zarządu Oddziału (1969–1972), wiceprezesem Zarządu Oddziału (1972–1975) oraz wiceprezesem Zarządu Głównego (1975–1978). W 1979 uzyskał status architekta twórcy. W 2005 otrzymał Honorową Nagrodę SARP. W 2016 został członkiem Rady Wydziału Architektury Politechniki Warszawskiej.
Był członkiem Mazowieckiej Okręgowej Izby Architektów RP.
Współwłaściciel i wiceprezes Biura Projektów Architektury J&J Sp. z o.o. w Warszawie.
Zmarł 1 sierpnia 2018. Został pochowany 14 sierpnia 2018 na cmentarzu Powązkowskim w Warszawie.

## Wybrane projekty i realizacje
| Rok ukończenia | Obiekt                                                                                             | Obiekt | Lokalizacja                         |       |
| -------------- | -------------------------------------------------------------------------------------------------- | ------ | ----------------------------------- | ----- |
| 1965           | Osiedle XV-lecia PRL                                                                               |        | Radom                               | [ 6 ] |
| 1965           | Osiedle Prototypów                                                                                 |        | Mokotów, Warszawa                   | [ 7 ] |
| 1978           | biurowiec Banku Handlowego i Elektrimu (później Intraco 2, Oxford Tower, obecnie Chałubińskiego 8) |        | ul. Chałubińskiego 8, Warszawa      | [ 8 ] |
| 1989           | Centrum LIM                                                                                        |        | Al. Jerozolimskie 65/79, Warszawa   | [ 8 ] |
| 1991           | Dom Handlowy „City Center”                                                                         |        | ul. Złota 44, Warszawa              | [ 6 ] |
| 1998           | Budynek mieszkalny Spółdzielni Mieszkaniowej "Skarpa"                                              |        | ul. Bielawska 6, Warszawa           | [ 8 ] |
| 1998           | Biurowiec Gebo Polska                                                                              |        | ul. Jutrzenki 177, Warszawa         | [ 8 ] |
| 1998           | Centrum Bankowo-Biurowe „Kaskada”                                                                  |        | al. Jana Pawła II 12, Warszawa      | [ 8 ] |
| 1998           | Biurowiec PKO (modernizacja fasady)                                                                |        | ul. Marszałkowska 124/126, Warszawa | [ 8 ] |
| 1998           | Warsaw Financial Center                                                                            |        | ul. Emilii Plater 53, Warszawa      | [ 8 ] |

## Nagrody i odznaczenia
- 1969 – Złoty Krzyż Zasługi
- 1974 – Nagroda I Stopnia Ministra Gospodarki Terenowej i Ochrony Środowiska
- 1976 – Krzyż Kawalerski Orderu Odrodzenia Polski
- 1978 – Złota Odznaka SARP
- 1990 – Nagroda indywidualna Rektora Politechniki Warszawskiej, za osiągnięcia dydaktyczno–wychowawcze
- 1995 – Medal „Za Warszawę 1939–1945”
- 1995 – Odznaka Armii Krajowej za „Akcję Burza”
- 1995 – Odznaka Weterana Walk o Niepodległość
- 1996 – Krzyż Armii Krajowej
- 1996 – Srebrny Krzyż „Za Zasługi dla ZHP” z mieczami
- 1998 – Medal Komisji Edukacji Narodowej
- 1999 – Nagroda II Stopnia Ministra Spraw Wewnętrznych i Administracyjnych